# 11. februar
11. februar er dag 42 i året, i den gregorianske kalender. Der er 323 dage tilbage af året (324 i skudår).
- Dagens navn: Euphrosyne, en kvinde, der skjulte sig 38 år forklædt som munk i Egypten for at bevare sin jomfrudom.

- Dagen er en af de uheldige i Tycho Brahes kalender.

### Begivenheder
Født - Dødsfald
- 1531 - Henrik 8. af England anerkendes som overhoved for den engelske kirke.
- 1659 - Stormen på København 1659. Den svenske hær, der belejrer København, angriber kort før midnat, men de får en barsk modtagelse. Karl 10.s hær slås tilbage.
- 1809 - Robert Fulton får patent på et dampskib.
- 1818 - Chile erklærer sig selvstændigt.
- 1929 - Vatikanet bliver en selvstændig stat.
- 1945 - Jaltakonferencen afsluttes og Jalta-aftalen underskrives af Roosevelt, Churchill og Stalin.
- 1964 - Kampe mellem Grækenland og Tyrkiet begynder på Cypern.
- 1979 - Shapur Baktiar, Irans ministerpræsident træder tilbage og overlader magten til ayatollah Ruhollah Khomeini.
- 1990 - Nelson Mandela bliver løsladt efter 27 år i fængsel.
- 2006 - Vicepræsident Dick Cheney rammer i en vådeskudsulykke sin ven Harry Whittington i ansigtet under jagt.
- 2008 - Østtimor erklæres i undtagelsestilstand, efter landets præsident José Ramos Horta bliver såret under et attentatforsøg.
- 2011 - Egyptens præsident Hosni Mubarak træder tilbage efter 29 år ved magten efter voldsomme protester mod hans styre.

### Født
- 145 - Septimius Severus, romersk kejser (død 211).
- 1380 - Poggio Bracciolini, italiensk renæssancehumanist.
- 1466 - Elizabeth af York, dronning af England (død 1503).
- 1535 - Gregor 14., italienskfødt pave (død 1591).
- 1568 - Honoré d'Urfé, fransk forfatter (død 1625).
- 1695 - Abraham Pelt, dansk fabrikant og legatstifter (død 1783).
- 1725 - Johan Frederik Classen, dansk industrimand og godsejer (død 1792).
- 1753 - Jonas Galusha, amerikansk politiker og guvernør (død 1834).
- 1764 - Marie-Joseph Chénier, fransk forfatter (død 1811).
- 1776 - Karl Gottlieb Bretschneider, tysk rationalistisk teolog (død 1848).
- 1781 - Peter Thomsen, slesvigsk embedsmand (død 1839).
- 1781 - Philipp Bruch, tysk botaniker (død 1847).
- 1788 - Niels Møller Spandet, dansk landsdommer og politiker (død 1858).
- 1790 - Christian August Brandis, tysk filosof (død 1867).
- 1794 - Carl Proske, tysk musikolog (død 1861).
- 1794 - Gustav Friedrich Waagen, tysk kunsthistoriker (død 1868).
- 1791 - Francesco Hayez, italiensk romantisk maler (død 1882).
- 1799 - Henrik Gerner von Schmidten, dansk matematiker (død 1831).
- 1799 - J.E. Larsen, dansk retslærd og politiker (død 1856).
- 1805 - Fredrik Ingier, norsk præst (død 1882).
- 1808 - Frederik Engelhardt Boisen, dansk præst og politiker (død 1882).
- 1809 - Karl Bodmer, schweizisk maler, litograf og raderer (død 1893).
- 1813 - Heribert Rau, tysk forfatter (død 1876).
- 1821 - Auguste Mariette, fransk forsker, arkæolog og egyptolog (død 1881).
- 1830 - Peter Heise, dansk komponist (død 1879).
- 1832 - Thomas Skat Rørdam, dansk biskop (død 1909).
- 1837 - Francis Magnard, fransk journalist (død 1894).
- 1839 - Almon Strowger, amerikansk opfinder (død 1902).
- 1839 - Frits Uldall, dansk arkitekt og arkæolog (død 1921).
- 1839 - Josiah Willard Gibbs, amerikansk videnskabsmand (død 1903).
- 1842 - Erik Gustaf Boström, svensk statsminister (død 1907).
- 1845 - Fredrik Wulff, svensk sprogforsker (død 1930).
- 1855 - Erik Werenskiold, norsk kunstner (død 1938).
- 1847 - Thomas Edison, amerikansk opfinder (død 1931).
- 1863 - Sveinn Ólafsson, islandsk bonde, lærer og politiker (død 1949).
- 1871 - Joe Donoghue, amerikansk skøjteløber (død 1921).
- 1873 - Georg Hirschfeld, tysk forfatter (død 1942).
- 1874 - Elsa Beskow, svensk forfatter (død 1953).
- 1875 - Ross S. Sterling, amerikansk erhvervsmand og politiker (død 1949).
- 1881 - Carlo Carrà, italiensk maler (død 1966).
- 1883 - Christine Larsen Bodding, dansk lægemissionær (død 1940).
- 1883 – Paul von Klenau, dansk komponist og dirigent (død 1946).
- 1886 - Vilhelm Fibiger, dansk politiker og minister (død 1978).
- 1889 - Carl Krebs, dansk læge, forfatter, opdagelsesrejsende og OL-vinder (død 1971).
- 1892 - Vera Esbøll, dansk skuespiller (død 1936).
- 1894 - Alfonso Leng, chilensk komponist og tandlæge (død 1974).
- 1895 - Ante Katalinić, kroatisk roer (død 1981).
- 1898 - Leó Szilárd, ungarsk fysiker (død 1964).
- 1899 - Aleksandr Andrijevskij, sovjetisk filminstruktør og manuskriptforfatter (død 1983).
- 1900 - Hans-Georg Gadamer, tysk filosof (død 2002).
- 1902 - Arne Jacobsen, dansk arkitekt (død 1971).
- 1904 - Lucile Randon, verdens ældste person 2022-2023 (død 2023).
- 1907 - Adolphe Charlier, belgisk cykelrytter (død 1967).
- 1908 - Isi Grünbaum, dansk økonom, embedsmand og politiker (død 1989).
- 1912 - Rudolf Stahl, tysk håndboldspiller (død 1984).
- 1919 - Eva Gabor, ungarsk-amerikansk skuespillerinde (død 1995).
- 1919 - Tage Sørensen, dansk fodboldspiller og fodbolddommer (død 2000).
- 1920 - Farouk 1. af Egypten, konge af Egypten og Sudan (død 1965).
- 1921 - Lloyd Bentsen, amerikansk senator (død 2006).
- 1922 - Svenn Stray, norsk jurist og politiker (død 2012).
- 1926 - Leslie Nielsen, amerikansk skuespiller (død 2010).
- 1926 - Paul Bocuse, fransk kok og kogebogsforfatter (død 2018).
- 1928 - Jakob Balling, dansk kirkehistoriker (død 2012).
- 1930 - Mary Quant, engelsk modedesigner (død 2023).
- 1930 - Ulrich Ravnbøl, dansk revyforfatter (død 1998).
- 1932 - Kurt Schmid, schweizisk roer (død 2000).
- 1934 - John Surtees, britisk racerkører (død 2017).
- 1934 - Manuel Noriega,  panamansk general og militærdiktator (død 2017).
- 1935 - Bent Lorentzen, dansk komponist (død 2018).
- 1935 - Gene Vincent, amerikansk musiker (død 1971).
- 1935 - Rudi Hoffmann, tysk fodboldspiller (død 2020).
- 1936 - Burt Reynolds, amerikansk skuespiller (død 2018).
- 1937 - Anders Bodelsen, dansk forfatter (død 2021).
- 1938 - Børge Wagner, dansk hornist, dirigent og chefkapelmester.
- 1938 - Manuel Noriega, panamansk general og diktator (død 2017).
- 1939 - Oleg Bondarjov, sovjetisk filminstruktør, skuespiller og manuskriptforfatter (død 2003).
- 1941 - Neritan Ceka, albansk politiker og arkæolog.
- 1941 - Sergio Mendes, brasiliansk musiker  (død 2024).
- 1941 - Ulf Sterner, svensk ishockeyspiller.
- 1944 - Martin Drew, engelsk jazzmusiker (død 2010).
- 1944 - Per Vadmand, dansk forfatter og oversætter.
- 1945 - Niels Jørgen Cappelørn, dansk professor emiritus.
- 1946 - Esben Hougaard, dansk professor.
- 1946 - Knut Vollebæk, norsk diplomat og politiker.
- 1946 - Lars Kolvig, dansk filmproducent (død 2011).
- 1947 - Marianne Høgsbro, dansk skuespiller.
- 1947   - Dan Tschernia, dansk tv-direktør.
- 1947 - Yukio Hatoyama, japansk politiker og premierminister.
- 1949 - Christian Majgaard, dansk tidligere koncerndirektør.
- 1949 - Jørn Neergaard Larsen, dansk direktør og tidligere minister.
- 1949 - Lars Svenning Andersen, dansk advokat.
- 1950 - Christian Kønigsfeldt, dansk jurist og tidligere ambassadør.
- 1950 - Grant Main, canadisk tidligere roer.
- 1950 - Henrik Becker-Christensen, dansk historiker og generalkonsul.
- 1950 - Mauri Kunnas, finsk børnebogsforfatter.
- 1951 - Kirsten Rask, dansk sprogmagister.
- 1953 - Annie Lykke Gregersen, dansk erhvervsleder.
- 1953 - Jeb Bush, amerikansk guvernør.
- 1954 - Preben Bang Henriksen, dansk advokat og folketingsmedlem.
- 1955 - Anneli Jäätteenmäki, finsk politiker og statsminister.
- 1956 - Carlos Muñoz, mexicansk fodboldspiller.
- 1958 - Abdullah bin Khalifa Al Thani, qatarsk politiker.
- 1958 - Erling Andersen, dansk skattedirektør.
- 1958 - Hiroshi Yoshida, japansk fodboldspiller.
- 1958 - Pia Jondal, dansk sanger og skuespiller.
- 1959 - Omar Hakim, amerikansk trommeslager.
- 1959 - Pål Johannessen, norsk skuespiller (død 2024).
- 1960 - Kim Harris, dansk skuespiller.
- 1961 - Peter Lambert, dansk advokat.
- 1962 - Frank Lundsgaard Gundersen, dansk skuespiller.
- 1962 - Sheryl Crow, amerikansk musiker.
- 1962 - Tammy Baldwin, amerikansk politiker.
- 1964 - Sarah Palin, amerikansk politiker og guvernør.
- 1965 - Michael Mio Nielsen, dansk fodboldspiller.
- 1965 - Sanne Bjerg, dansk forfatter og dramatiker.
- 1966 - Arnoldas Lukošius, lituaisk sanger og musiker.
- 1966 - Johan Söderqvist, svensk filmmusikkomponist.
- 1966 - Kristian Steenstrup, dansk professor.
- 1966 - Mauri Peltokangas, finsk politiker.
- 1967 - Christian Graugaard, dansk læge, professor og forfatter.
- 1967 - Ciro Ferrara, italiensk fodboldtræner.
- 1969 - Katrine Wiedemann, dansk teaterinstruktør.
- 1969   - Jennifer Aniston, amerikansk skuespiller.
- 1969 - Yoshiyuki Hasegawa, japansk fodboldspiller.
- 1970 - Christel Thea Jørgensen, dansk civilingeniør og erhvervsleder.
- 1970 - Fredrik Thordendal, svensk guitarist.
- 1970 - Michael Asmussen, dansk skuespiller.
- 1972 - Craig Jones, amerikansk musiker.
- 1972 - Markus Happe, tysk fodboldspiller.
- 1972 - Steve McManaman, britisk skuespiller.
- 1973 - Varg Vikernes, norsk blackmetalmusiker.
- 1974 - Alex Jones, amerikansk radiovært og konspirationsteoretiker.
- 1974 - Bjørn Sibbern, administrerende direktør.
- 1974 - D'Angelo, amerikansk soulsanger, pianist og komponist.
- 1974 - Jens Nowotny, tysk fodboldspiller.
- 1974 - Jimmi Bartholomæussen, dansk fodboldspiller.
- 1974 - Nick Barmby, engelsk fodboldspiller.
- 1974 - Sébastien Hinault, fransk cykelrytter.
- 1975 - Rok Golob, slovensk komponist, dirigent og producer.
- 1977 - Heine Jensen, dansk håndboldtræner.
- 1977 - Mike Shinoda, japansk-amerikansk rapper.
- 1979 - Brandy Norwood, amerikansk skuespiller.
- 1979 - Hanna Guðrún Stéfansdóttir, islandsk håndboldspiller.
- 1979 - Kim Olsen, dansk fodboldspiller.
- 1981 - Aritz Aduriz, spansk fodboldspiller.
- 1981 - Juan José Cobo, spansk tidligere professionel cykelrytter.
- 1981 - Kelly Rowland, amerikansk sanger og sangskriver.
- 1982 - Christian Maggio, italiensk fodboldspiller.
- 1982 - Natalie Dormer, britisk skuespiller.
- 1982 - Neil Robertson, australsk snookerspiller.
- 1983 - Rafael van der Vaart, hollandsk fodboldspiller.
- 1985 - Casey Dellacqua, australsk tennisspiller.
- 1986 - Gabriel Boric, chilensk præsident.
- 1986 - Kees Luijckx, hollandsk fodboldspiller.
- 1987 - Ebba Busch, svensk politiker og partiformand.
- 1987 - Ellen van Dijk, hollandsk cykelrytter.
- 1987 - José María Callejón, spansk fodboldspiller.
- 1987 - Kasper Dalsgaard, dansk skuespiller.
- 1988 - Wellington Luís de Sousa, brasiliansk fodboldspiller.
- 1989 - Alexander Büttner, hollandsk fodboldspiller.
- 1989 - Frank Winding, dansk fodboldspiller.
- 1989 - Sally Potocki, australsk håndboldspiller.
- 1990 - Emilia Brodin, svensk fodboldspiller.
- 1990 - Javier Aquino, mexicansk fodboldspiller.
- 1990 - Megan Anderson, australsk MMA-udøver.
- 1990 - Q'orianka Kilcher, amerikansk skuespiller.
- 1991 - Kristian Geertsen, dansk fodboldspiller.
- 1992 - Lasse Norman Hansen, dansk banerytter.
- 1992 - Nicolai Christensen, dansk fodboldspiller.
- 1992 - Taylor Lautner, amerikansk skuespiller.
- 1993 - Hörður Björgvin Magnússon, islandsk skuespiller.
- 1993 - Merel van Dongen, hollandsk fodboldspiller.
- 1993 - Pjotr Jan, russisk MMA-udøver.
- 1994 - Amund Grøndahl Jansen, norsk cyeklrytter.
- 1994 - Florian Bauer, tysk bobslædefører.
- 1994 - Roman Sobnin, russisk fodboldspiller.
- 1994 - Wang Shun, kinesisk svømmer.
- 1995 - Mathias Greve, dansk fodboldspiller.
- 1997 - Hubert Hurkacz, polsk tennisspiller.
- 1997 - Rosé, sydkoreansk sanger.
- 1998 - Adrian Petre, rumænsk fodboldspiller.
- 1998 - Khalid, amerikansk sanger og sangskriver.
- 1998 - Malte Amundsen, dansk fodboldspiller.
- 1999 - Kyosuke Tagawa, japansk fodboldspiller.
- 2003 - Frederik Heiselberg, dansk fodboldspiller.
- 2005 - Elias Amati-Aagesen, dansk skuespiller.

### Dødsfald
- 1650 - René Descartes, fransk filosof (født 1596).
- 1795 - Carl Michael Bellman, svensk digter og visesanger (født 1740).
- 1907 - Christen Dalsgaard, dansk maler (født 1824).
- 1932 - Axel Grandjean, dansk komponist (født 1847).
- 1937 - Suzette Holten, dansk maler og kunsthåndværker (født 1863).
- 1945 - Knud Neye, dansk direktør (født 1885).
- 1948 - Sergei Eisenstein, sovjetisk filminstruktør (født 1898).
- 1950 - Hartvig Frisch, dansk politiker og minister (født 1893).
- 1958 - Birger von Cotta-Schønberg, dansk skuespiller og instruktør (født 1882).
- 1963 - Sylvia Plath, amerikansk digter (født 1932).
- 1977 - Ivar Vind, dansk atlet, kammerherre og hofjægermester (født 1921).
- 1986 - Frank Herbert, amerikansk forfatter (født 1920).
- 1994 - Lars P. Gammelgaard, dansk politiker og minister (født 1945).
- 2000 - Roger Vadim, fransk filminstruktør (født 1928).
- 2010 - Bo Holmberg, svensk politiker (født 1942).
- 2012 - Whitney Houston, amerikansk sangerinde (født 1963).
- 2012 - Siri Bjerke, norsk politiker (født 1958).
- 2014 - Alice Babs, svensk sangerinde og skuespillerinde (født 1924).

|  | Denne datoartikel kan blive bedre, hvis der indsættes et (bedre) billede Du kan hjælpe ved at afsøge Wikimedia Commons for et passende billede eller uploade et godt billede til Wikimedia Commons iht. de tilladte licenser og indsætte det i artiklen. |